# Juan Guillermo Villasana National Airport
Juan Guillermo Villasana National Airport är en flygplats i Mexiko.   Den ligger i kommunen Pachuca de Soto och delstaten Hidalgo, i den sydöstra delen av landet, 80 km nordost om huvudstaden Mexico City. Juan Guillermo Villasana National Airport ligger 2 366 meter över havet.
Terrängen runt Juan Guillermo Villasana National Airport är platt åt sydväst, men åt nordost är den kuperad. Runt Juan Guillermo Villasana National Airport är det tätbefolkat, med 982 invånare per kvadratkilometer. Närmaste större samhälle är Pachuca de Soto, 6,8 km nordost om Juan Guillermo Villasana National Airport. Omgivningarna runt Juan Guillermo Villasana National Airport är i huvudsak ett öppet busklandskap.